# María Luisa Ávila Agüero
María Luisa Ávila Agüero (sinh ngày 30 tháng 1 năm 1961) là một chuyên gia về bệnh truyền nhiễm ở trẻ em người Costa Rica, từng là Ministry of Public Health (Costa Rica) trong thời gian quản trị của Óscar Arias Sánchez (2006-2010) mà Laura Chinchilla Miranda (2010-2014).

## Tiểu sử
Con gái của Claudio Ávila Quirós mà Evelia Agüero Garro, María Luisa Ávila Agüero học tại Escuela República de Paraguay mà Colegio Anastasio Alfaro. Bà tốt nghiệp bác sĩ nhi khoa tại Đại học Costa Rica mà chuyên ngành về bệnh truyền nhiễm. Bà trở thành Trưởng khoa Truyền nhiễm tại Bệnh viện Nhi đồng Quốc gia. Năm 2006, Tổng thống Óscar Arias Sánchez đã bổ nhiệm Bộ trưởng Bộ Y tế Công cộng, mà trong chính quyền sau đây, Laura Chinchilla Miranda đã giữ bà trong vị trí này.

## Arias Sánchez hành chính
Thông qua việc công bố Nghị định số 34510-S "Quy chế hữu cơ của Bộ Y tế", một cấu trúc thể chế mà phát triển mới của mô hình tổ chức đã được thực hiện.
Vào tháng 7 năm 2008, thông qua Nghị định điều hành, Kế hoạch chất thải rắn Costa Rica đã được chính thức. Năm 2009, quốc gia này đạt tỷ lệ tử vong trẻ sơ sinh thấp nhất trong lịch sử, đứng thứ ba ở Mỹ Latinh, chỉ sau Chile mà Cuba.
Kế hoạch tiêm chủng cơ bản cho toàn bộ dân số đã được mở rộng, thông qua việc kết hợp bốn loại vắc-xin mới cho trẻ em: thủy đậu, phế cầu khuẩn, ho gà mà rotavirus. Vào tháng 4 năm 2010, Luật 8809 đã được thông qua, tạo ra National Directorate of CEN-CINAI  mà cung cấp cho nó một cấu trúc tổ chức mà quản lý, cũng như các nguồn lực để có thể nâng cao phạm vi chăm sóc toàn diện cho trẻ em của đất nước.
Ávila đã nối lại chương trình kiểm soát bệnh truyền qua vector, đặc biệt chú trọng đến cuộc chiến chống lại bệnh sốt rét, vốn đã bị chính quyền trước đó bỏ rơi mà để lại trong tay các bộ của Bộ Y tế địa phương. Nhờ sự quản lý của bác sĩ Ávila, nhóm Khu vực sức khỏe của Matina đã có thể nhận được sự hỗ trợ để kiểm soát tỷ lệ mắc bệnh sốt rét đang diễn ra ở bang Limón từ đầu những năm 2000, mà nhờ đó, tránh lây lan sang phần còn lại của đất nước thấp.
Vào cuối năm 2010, Costa Rica đã báo cáo tỷ lệ mắc bệnh sốt xuất huyết thấp nhất trong chín năm mà tỷ lệ tử vong do sốt xuất huyết vẫn ở mức 0.
Vào cuối tháng 7 năm 2009, theo yêu cầu của Bộ, Giáo hội Công giáo đã hủy bỏ cuộc hành hương của tín hữu đến thành phố Cartago cho lễ hội ngày 2 tháng 8 tại Vương cung thánh đường Đức Mẹ Thiên thần, do đại dịch cúm H1N1.
Vào tháng 2 năm 2010, kiểm toán của Bộ được hỏi một loạt các thỏa thuận mà hợp đồng mà họ đã thực hiện với các trường Đại học của Costa Rica (UCR) để thực hiện một quá trình phát triển tổ chức tại trường, vì một khoản tiền trị giá gần 900 triệu colone (khoảng US $ 1.5 triệu).
Vào ngày 20 tháng 3 năm 2010, Ávila là một phần của một nhóm năm bộ trưởng - cùng với Leonardo Garnier (Education), Roberto Gallardo Núñez (Planning), Marco Vinicio Ruiz (Ngoại thương) mà María Elena Carballo - để yêu cầu Tổng thống Arias Sánchez quảng bá Dự luật 16.390 về "liên minh dân sự giữa những người cùng giới".

## Chính quyền Chinchilla Miranda
Khi bắt đầu chính quyền Chinchilla Miranda, do thiếu tầm nhìn xa mà các vấn đề hành chính tại Bộ Y tế Công cộng, tổng cộng 135.000 trẻ em mà bà mẹ nghèo không nhận được sữa thông thường do chính phủ cung cấp. Điều này khiến Ávila được triệu tập để xuất hiện trước Hội đồng Lập pháp, nơi diễn ra một số cuộc đối đầu.
Vào tháng 6 năm 2010, các thành viên của PAC mà PUSC đã đệ đơn yêu cầu kiểm duyệt Bộ trưởng Bộ Y tế Công cộng vì ma sát được tạo ra sau khi bà ra lệnh đóng cửa 40 văn phòng tại các cơ sở của Hội đồng Lập pháp không đáp ứng các điều kiện thích hợp.
María Luisa Ávila đã trình bày đơn từ chức của Bộ Y tế Công cộng vào tháng 7 năm 2011 vì sự khác biệt với Tổng thống Laura Chinchilla về quá trình can thiệp để tìm giải pháp cho các vấn đề khác nhau trong Bộ An sinh Xã hội. Việc từ chức có hiệu lực vào ngày 1 tháng 9 